# Brakwatercorbula
De brakwatercorbula of brakwaterkorfschelp (Potamocorbula amurensis) is een tweekleppigensoort uit de familie van de Corbulidae. De wetenschappelijke naam van de soort werd in 1861 voor het eerst geldig gepubliceerd door Leopold von Schrenck als Corbula amurensis.

## Beschrijving
De brakwatercorbula groeit uit tot een lengte van ongeveer 25 mm. De umbo bevindt zich ongeveer halverwege de scharnierzijde van de schelp en de vorm van elke klep is als een brede gelijkbenige driehoek met afgeronde hoeken. De rechterklep is iets groter dan de linker zodat hij een beetje overlapt aan de rand, een kenmerk dat deze soort onderscheidt van andere soortgelijke mosselen. Het oppervlak is glad met een vage concentrische sculptuur die evenwijdig is aan de rand. De algemene kleur is crème, geelachtig of lichtbruin. Bij jonge individuen bedekt een donkergekleurd periostracum het buitenoppervlak van elke klep, maar bij oudere exemplaren is deze huid grotendeels weggesleten, behalve enkele gerimpelde overblijfselen aan de rand van de klep. Het deel van de schelp dat begraven is in substraat is schoon, terwijl het blootgestelde deel vaak wordt gekoloniseerd door andere organismen die het een donkere kleur geven.

## Verspreidingsgebied
Het inheemse verspreidingsgebied van de brakwatercorbula is de noordwestelijke Grote Oceaan bij Japan, Korea en China, tussen ongeveer 55° en 22° NB.
Maar Potamocrobula amurensis heeft zich ook als een invasieve exoot gevestigd in de baai van San Francisco en in het Zeeuwse Schelde-estuarium. In San Francisco werd de soort voor het eerst in 1986 waargenomen. Binnen enkele jaren had ze zich explosief uitgebreid en vermenigvuldigd. Wellicht was ze via het ballastwater van vrachtschepen in de baai terechtgekomen. In 2018 werd de brakwaterkorfschelp voor het eerst in het Schelde-estuarium ontdekt.